# 杜持礼旧居
杜持礼旧居建于二十世纪三十年代初，是天津医学放射学专家、中国放射医学专业创建人之一、天津放射学科协会理事、中华放射学杂志编委、天津市胸科医院放射科主任、主任医师、天津市第五至第十届人大代表杜持礼在天津的故居。位于当时的天津英租界的威灵顿道（Wellington Road）（今和平区河北路251-253号），该建筑目前是一般保护等级历史风貌建筑。

## 建筑
杜持礼旧居由鲁尔夫·盖苓（Rolf Geyling）设计并督造施工。为砖木结构三层楼房，建筑顶部设有平台，带女儿墙，一楼外立面为混水墙，设有水泥磨面和疙瘩面两种。建筑二、三楼外立面为清水砖墙，木质门窗，三槽窗，外有百叶窗。建筑内部房间高达四米，室内设有方形灯光灰线，木质挂镜线。